# ميجا مان أند بايس
ميجا مان أند باس (بالإنجليزية: Mega Man & Bass)‏ ، وتسمى في النسخة اليابانية روك مان أند فورت (باليابانية: ロックマン&フォルテ) ، هي لعبة فيديو إلكترونية من نوع أكشن ومنصات ، صدرت سنة 1998 لنظام سوبر نينتندو إنترتنمنت سيستم ، وجددت إصدارها سنة 2003م لنظام جيم بوي أدفانس.